# Carral

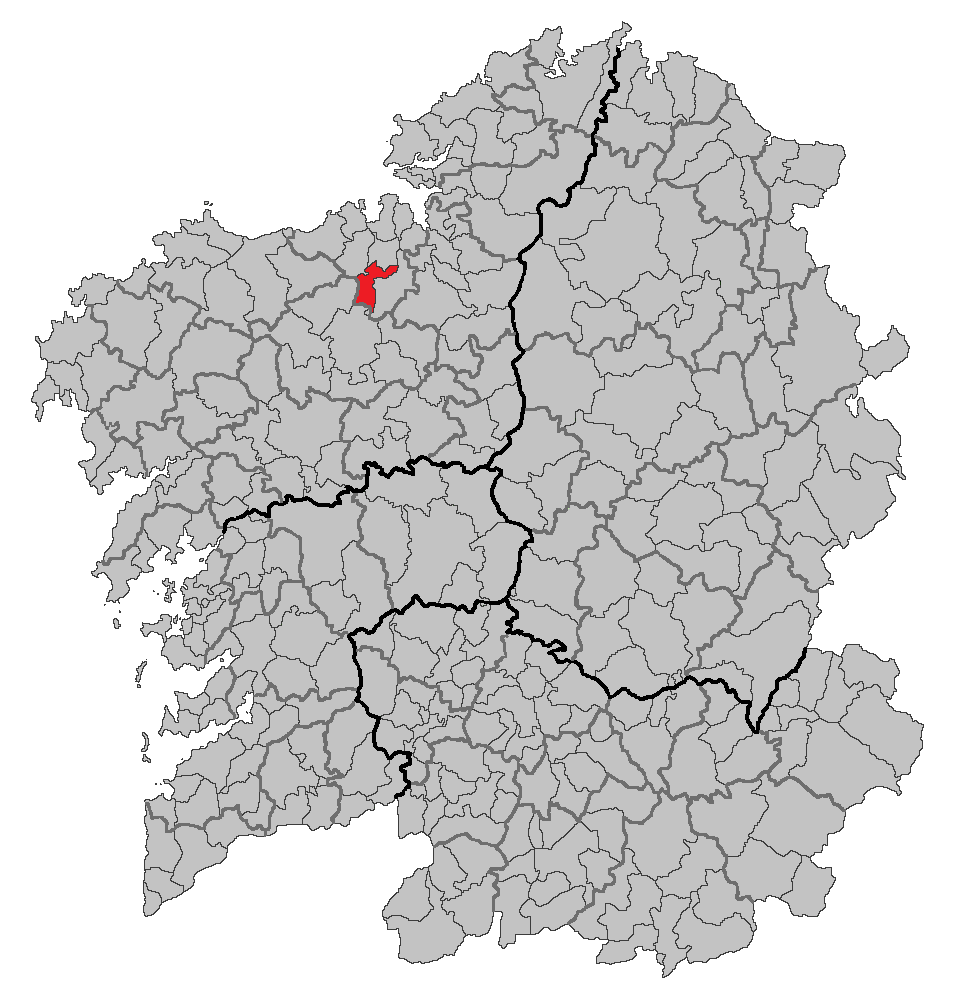
Localização de Carral

Carral é um município da Espanha na província 
da Corunha, 
comunidade autónoma da Galiza, de área 48 km² com 
população de 5647 habitantes (2007) e densidade populacional de 112,43 hab/km².

## Demografia
| Variação demográfica do município entre 1991 e 2004 | Variação demográfica do município entre 1991 e 2004 | Variação demográfica do município entre 1991 e 2004 | Variação demográfica do município entre 1991 e 2004 |
| --------------------------------------------------- | --------------------------------------------------- | --------------------------------------------------- | --------------------------------------------------- |
| 1991                                                | 1996                                                | 2001                                                | 2004                                                |
| 5229                                                | 5184                                                | 5236                                                | 5453                                                |